# Prima (cigarety)

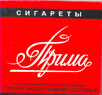
Cigarety Prima

Prima (rusky Прима) je značka cigaret vyráběná a rozšířená v zemích bývalého Sovětského svazu. Začaly se vyrábět roku 1970 a díky přiměřené kvalitě za příznivou cenu se staly populárními. Zčásti omezily na sovětském trhu poptávku po tradičních papirosách a přispěly k masovému rozšíření klasických cigaret v Sovětském svazu. V současné době se vyrábí v 25 tabákových továrnách v zemích SNS v mnoha mutacích. V Rusku, ale i v dalších zemích bývalého SSSR, se značka Prima trvale drží na předních místech žebříčků prodejnosti cigaret.